# Вернално запаљење вежњаче ока
Вернално запаљење вежњаче ока (лат. conjunctivitis vernalis) је хронично, обострано, рецидивирајуће запаљење сезонског карактера. Почиње у пролеће (као пролећни катар вежњаче) и траје све до краја лета и почетка јесени, када се интензитет симптома смањује, да би током зиме болест ушла у асимптоматску фазу. Болест се јавља код предиспонираних особа атопијске конституције.
Од верналног запаљења вежњаче обољевају претежно мушка деца узраста од 4 до 15 година, код којих се болест манифестовати у два клиничка облика као палпебрални и лимбални облик, што не искључује истовремено постојање патолошких промена карактеристичних и за палпелбарни и за лимбални облик болести. Релативно честа појава манифестација на рожњачи у току верналног запаљење вежњаче оправдава често коришћен назив за ову болест - кератокоњунктивитис верналис који је због ових промена адекватнији назив.
Уколико се лечење правовремено и правилно спроведе, вернално запаљење вежњаче пролази без икаквих последица, упркос вишегодишњем трајању.

## Епидемиологија
Од верналног запаљење вежњаче обољевају претежно мушка деца узраста од 4 до 15 година. Са узрастом детета, интензитет симптома се постепено смањује, да би у пубертету болест сасвим престала да се јавља. Има алергијску и неалергијску компоненту.
Како ова хронична болест  вежњаче може довести до трајних оштећења вида представља једну од два најопаснија форми алергијског запаљења вежњаче. Болест је претежно топлог климатског подручја, али се доста често јавља и у подручјима са умереном континенталном климом (нпр на Балканском полуострву).

## Патофизиологија
Болесници са верналним запаљењем вежњаче у породичној анамнези или историји болести, често наводе атопијске болести, као што су астма, ринитис, и екцем. Међутим према досадашњим сазнањима о патогенеза болести и чињеница да болест није повезана са позитивним кожним тестом или РАСТ-ом у 42-47% случајева, дошло се до закључка да је она највероватније мултифакторска, и да настаје као последица интеракције имунског, нервног, и ендокриног система. На то указује следеће студије:
- Прва студија, у којој се износи податак да болест није посредована само ИгЕ-имуноглобулинима, већ да су у њен процес укључени и механизми посредовани лимфоцитима (Тх2 лимфоцити одговорни за хиперпродукције ИгЕ (интерлеукина 4, ИЛ-4) и за диференцијацију и активацију мастоцита (ИЛ-3) и еозинофила (ИЛ-5).[10]
- Друге студија, која указује на укључивање у патогенетски процес болести нервних фактора, због присуства супстанци П и НГФ, али и ендокриних фактора (полних хормона) због открића прекомерног броја естрогених и прогестеронских рецептора у вежњачи болесника.[1]

## Облици болести
Вернаино запаљења вежњаче се манифестовати у два клиничка облика као палпебрални и лимбални облик.
Палпебрални облик
Код овог облика промене су локализоване претежно на вежњачи горњег очног капка. Вежњача је хиперемична (црвена) и задебљана због инфилтрације запаљењским и имунокомпетентним ћелијама, са израженом папиларни хипертрофијом која јој даје сомотаст изглед. Временом, / папиле вежњаче се увећавају, постају заравњене и међусобно одвојене узаним простором, дајући вежњачи горњег капка изглед „турске калдрме”.
У даљем току болести, вежњача поприма млечнобеличасти изглед због задебљања епитела и хијалина дегенерације у субвежњачком простору.
Лимбални облик
У овом облику вернално запаљења вежњаче се карактерише постојањем на лимбусу рожњаче беличасто-ружичастих чворића меснатог изгледа и заравњене површине које се често назививају „лимбалне папиле”.

## Клиничка слика
Доминантни симптоми болести су:
- свраб и фотофобија,
- црвене, сузне очи,
- пецкање, осећај страног тела у очима
- обилна мукозна секреција.

Клиничка слика и клинички ток верналног конјунктивитиса не искључују истовремено постојање патолошких промена карактеристичних и за палпелбарни и за лимбални облик болести. У том случају, ради се о мешовитом облику верналног конјунктивитиса.
У једном облику тог стања, најјаче је захваћена спојница испод горње капке која постаје упаљена и бледо розе до сивкаста, док је остатак спојнице постаје млечно бео. У другом облику спојница која прекрива очну јабучицу је дебела и сивкаста. Понекад је оштећено мало подручје рожњаче што узрокује бол и врло јаку осетљивост на светло.
Сви симптоми обично нестају кад је време хладно и у у старијим годинама постају блажи.

## Дијагноза
Дијагноза верналног запаљења вежњаче поставља се на основу правилно узете анамнезе, препознатљиве клиничке слике и налаза еозинофила и еозинофилних гранула у скрнингу вежњаче.

## Терапија
Излечење верналног конјунктивитиса постиже се идентификацијом одговорног алергена и десензибилизација организма, али је у пракси то врло тешко постићи јер велики број алергена може бити узрок настанака алергијске реакције. Смиривање симптома болести најчешће се постиже локалном применом антихистаминика и нестероидних антиинфламаторних лекова.
Међутим, централно место у терапији верналног конјунктивитиса имају:
- Стабилизатори мембране мастоцита (кромолини, лодоксамид, кеторолак и левокабастиндин, натријум хромогликат, лодокамид) чији је терапијски ефекат значајан, а примена могућа у току дужег временског периода без нежељених дејстава.
- Кортикостероидима - чија примена је препоручена само за тешке клиничке форме ове болести, за ограничени временски период (неколико недеља) уз пажљиви надзор, јер могу изазвати повишени притисак у очима, мрену и опортунистичке инфекције.[3]

## Прогноза
Вернални конјунктивитиса, често може бити праћен последичним променама на рожњачи. Ове промене јављају се у неколико облика као:
- пунктиформна епителијална кератопатија,
- површне улцерације рожњаче,
- фибринско-муцинских плакови, формирани на месту дуго перзистирајућих дефеката рожњаче и
- депозити на периферији рожњаче бледовоштаног изгледа (псеудогеронтокон).[15]